# ETC (canal de televisão chileno)
ETC (anteriormente conhecido como Etc TV) é um canal chileno a cabo de propriedade da Red Televisiva Megavisión S.A., com 24 horas de programação orientada para a crianças e adolescentes.
É o único canal infantil de televisão a cabo no país cuja programação baseia-se principalmente em séries de animação japonesa (anime), incluindo as zonas de produção, tais como a Core ETC, Animar:ETC Arquivos e On series.
Este canal só pode ser visto através da TV a cabo, e pelas empresas VTR, Manquehue GTD e WiTV da Telefónica del Sur; enquanto a Claro TV, a TuVes HD e a DirecTV ainda não contam com o sinal.
É também a única rede de televisão chilena que transmite dramas coreanos.